# Anolis latifrons
Anolis latifrons este o specie de șopârle din genul Anolis, familia Polychrotidae, descrisă de Berthold 1846. Conform Catalogue of Life specia Anolis latifrons nu are subspecii cunoscute.